# Tracks (Wishbone Ash)
Tracks is de eerste en een van de drie livealbums die Wishbone Ash uitbracht onder die titel. Tracks bevat liveopnamen door diverse samenstellingen van die band gedurende de jaren. De band bracht zelf eerder al livealbums uit, waarvan Live Dates en Live Dates 2 de belangrijkste waren, maar in periodes van weinig inspiratie tot nieuw materiaal of onderlinge (muzikale) meningsverschillen kwamen livealbums uit. Van mei 2002 tot april 2004 kwam geen nieuw materiaal van WA uit, maar wel een aantal livealbums.   

## Muziek
| Nr. | Titel                           | Duur |
| --- | ------------------------------- | ---- |
| 1.  | Tangible evidence (opname 1988) |      |
| 2.  | Front page new (1978)           |      |
| 3.  | Lifeline (1980)                 |      |
| 4.  | Living proof (1980)             |      |
| 5.  | Anger in harmony (1978)         |      |
| 6.  | Queen of torture (1978)         |      |
| 7.  | Insomnia (1980)                 |      |
| 8.  | Wings of desire (2011)          |      |
| 9.  | Ballad of the beacon (2001)     |      |
| 10. | Strange affair (2001)           |      |
| 11. | Outward bound (2001)            |      |
| 12. | Warrior (1972)                  |      |
| 13. | Keeper of the light (1989)      |      |
| 14. | Why don’t we (1989)             |      |

| Nr. | Titel                           | Duur |
| --- | ------------------------------- | ---- |
| 1.  | In the skin (1988)              |      |
| 2.  | The king will come (1972)       |      |
| 3.  | Persephone (1976)               |      |
| 4.  | Standing in the rain (1991)     |      |
| 5.  | Throw down the sword (1991)     |      |
| 6.  | Way of the world (1978)         |      |
| 7.  | You see red (1978)              |      |
| 8.  | Number the brave (1981)         |      |
| 9.  | Everybody needs a friend (1999) |      |
| 10. | Masters of disguise (1999)      |      |
| 11. | The ring (1998)                 |      |
| 12. | No more lonely nights (1983)    |      |